# Billy Walker (zanger)
Billy Walker (Ralls (Texas), 14 januari 1929 – Alabama, 21 mei 2006) was een Amerikaanse countryzanger. Hij was onder meer bekend van het befaamde country-radioprogramma Grand Ole Opry.
Aan het einde van de jaren veertig begon hij als zanger in de Texaanse plaats Dallas. In 1951 sloot hij een contract bij de platenmaatschappij Columbia Records. Zijn bekendste songs zijn (I'd Like to Be In) Charlie's Shoes en Cross the Brazos at Waco. In 2001 werd hij opgenomen in de Texas Country Music Hall of Fame.
Billy Walker kwam op 77-jarige leeftijd tijdens een tournee door een motorongeluk om het leven.
- Bibsys: 13013886
- Bibliothèque nationale de France: cb13947677w (data)
- Gemeinsame Normdatei: 134549716
- International Standard Name Identifier: 0000 0001 1511 2409
- Library of Congress Control Number: n89666223
- MusicBrainz: 044df3e9-9b40-450c-b347-9ef6c964b313
- Nationale Bibliotheek van Tsjechië: mzk2004230934
- Nationale bibliotheek van Australië: 64522720
- SNAC: w6460zz8
- Virtual International Authority File: 32188930
- WorldCat: E39PBJyGVcXGCtXMyGc3dHrpfq